# 6054 Ghiberti
6054 Ghiberti è un asteroide della fascia principale. Scoperto nel 1960, presenta un'orbita caratterizzata da un semiasse maggiore pari a 2,4111041 UA e da un'eccentricità di 0,1036607, inclinata di 2,16678° rispetto all'eclittica.
L'asteroide è dedicato allo scultore italiano Lorenzo Ghiberti.